# Campeonato Baiano de Futebol de 2014
O Campeonato Baiano de Futebol de 2014 foi a 110.ª edição da competição, realizado no estado da Bahia e organizado pela Federação Bahiana de Futebol.
O Serrano-BA foi o campeão da primeira fase e conquistou uma vaga na Copa do Nordeste de 2015, assim como a Jacuipense foi o vice-campeão dessa fase e conquistou uma vaga na Copa do Brasil de 2015. A vaga para a Série D será dada ao melhor colocado ao não ser o Bahia e o Vitória por estarem na Série A e o Vitória da Conquista por também já está classificado para a Série D. Na outra ponta da tabela, o Juazeiro e o Botafogo-BA foram rebaixados para a Segundona de 2015, após terminarem na última e na penúltima colocações, respectivamente.

## Regulamento
Devido à Copa do Nordeste de Futebol de 2014, as equipes de Bahia, Vitória e Vitória da Conquista só participam a partir da segunda fase do Campeonato Baiano. Nessa edição, o primeiro colocado da primeira fase ganha o direito de disputar a Copa do Nordeste de Futebol de 2015 e o segundo colocado ganhará o direito de disputar a Copa do Brasil de Futebol de 2015.

## Clubes participantes
Nove clubes de futebol baianos participam da Primeira Fase da divisão superior do Campeonato Baiano, sendo três da capital e o restante do interior do estado. Bahia, Vitória e Vitória da Conquista, que disputam a Copa do Nordeste de Futebol de 2014, entrarão na Segunda Fase. Além disso, concorrem ao título de 2014 cinco campeões baianos de temporadas anteriores.
| Clube                                             | Cidade               | Estádio (Mando)  | Em 2013         | Títulos (mais recente) |
| ------------------------------------------------- | -------------------- | ---------------- | --------------- | ---------------------- |
| Esporte Clube Bahia                               | Salvador             | Arena Fonte Nova | 2º              | 44 (2012)              |
| Botafogo Sport Club                               | Salvador             | Mariano Santana  | 7º              | 7 (1938)               |
| Catuense Futebol S/A                              | Catu                 | Carneirão        | 2° (2ª divisão) | 0 (não possui)         |
| Associação Desportiva Bahia de Feira              | Feira de Santana     | Joia da Princesa | 5º              | 1 (2011)               |
| Feirense Futebol Clube                            | Feira de Santana     | Joia da Princesa | 8º              | 0 (não possui)         |
| Galícia Esporte Clube                             | Salvador             | Pituaçu          | 1° (2ª divisão) | 5 (1968)               |
| Esporte Clube Jacuipense                          | Riachão do Jacuípe   | Pituaçu          | 9º              | 0 (não possui)         |
| Juazeiro Social Clube                             | Juazeiro             | Adauto Moraes    | 4º              | 0 (não possui)         |
| Sociedade Desportiva Juazeirense                  | Juazeiro             | Adauto Moraes    | 3º              | 0 (não possui)         |
| Serrano Sport Club                                | Teixeira de Freitas  | Tomatão          | 10º             | 0 (não possui)         |
| Esporte Clube Vitória                             | Salvador             | Pituaçu          | 1º              | 27 (2013)              |
| Esporte Clube Primeiro Passo Vitória da Conquista | Vitória da Conquista | Lomanto Júnior   | 6º              | 0 (não possui)         |

## Locais de disputa
Dois dos locais de disputas estão em Salvador. O Estádio Manoel Barradas, o Barradão, não será utilizado pelo Vitória, pois passa por reformas, principalmente o gramado, para adequação à condição de "Campo Oficial de Treinamentos" para a Copa do Mundo FIFA de 2014.

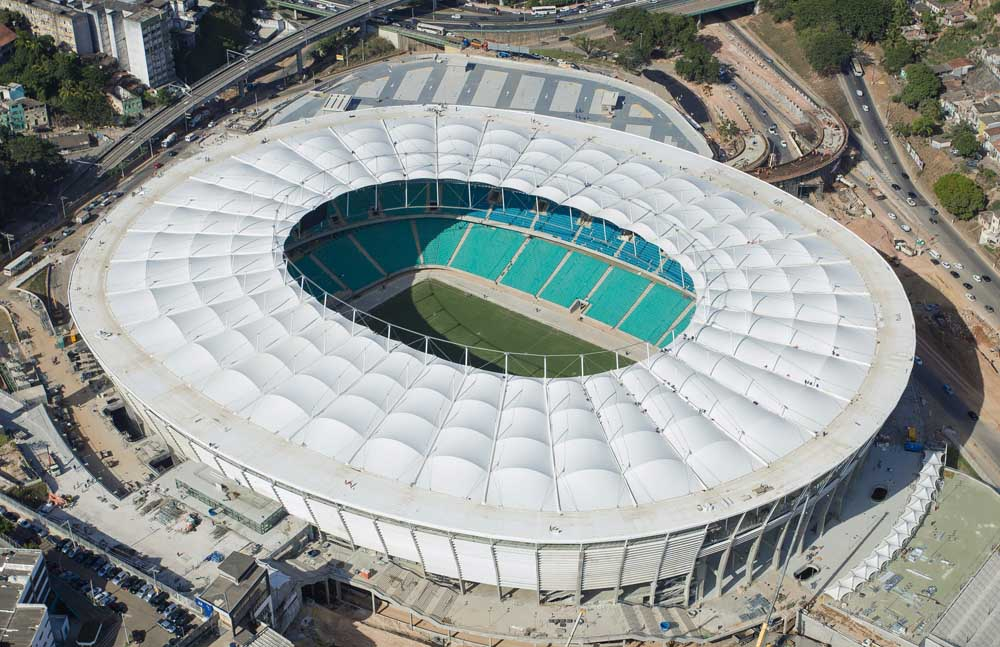
Arena Fonte Nova
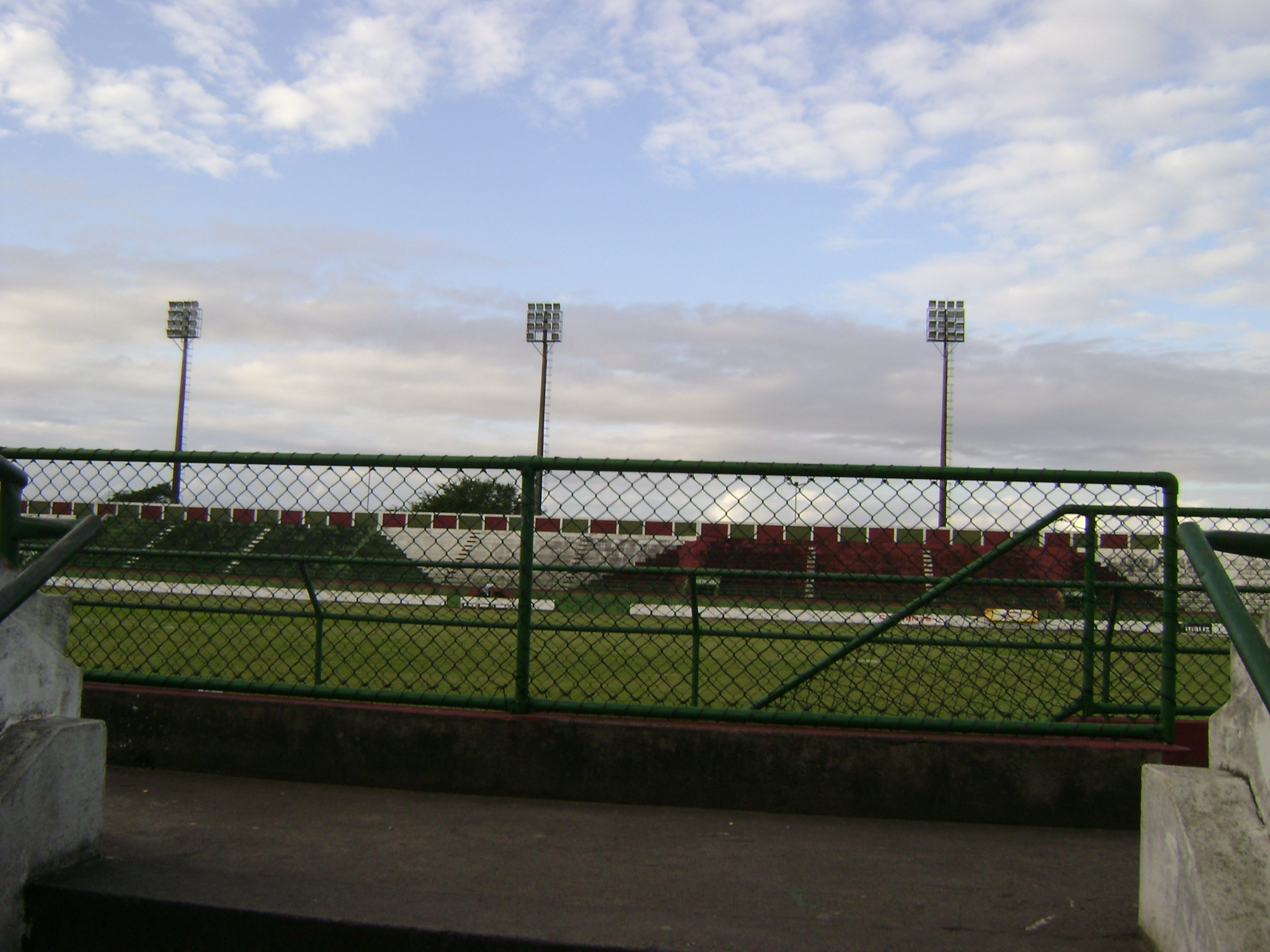
Joia da Princesa
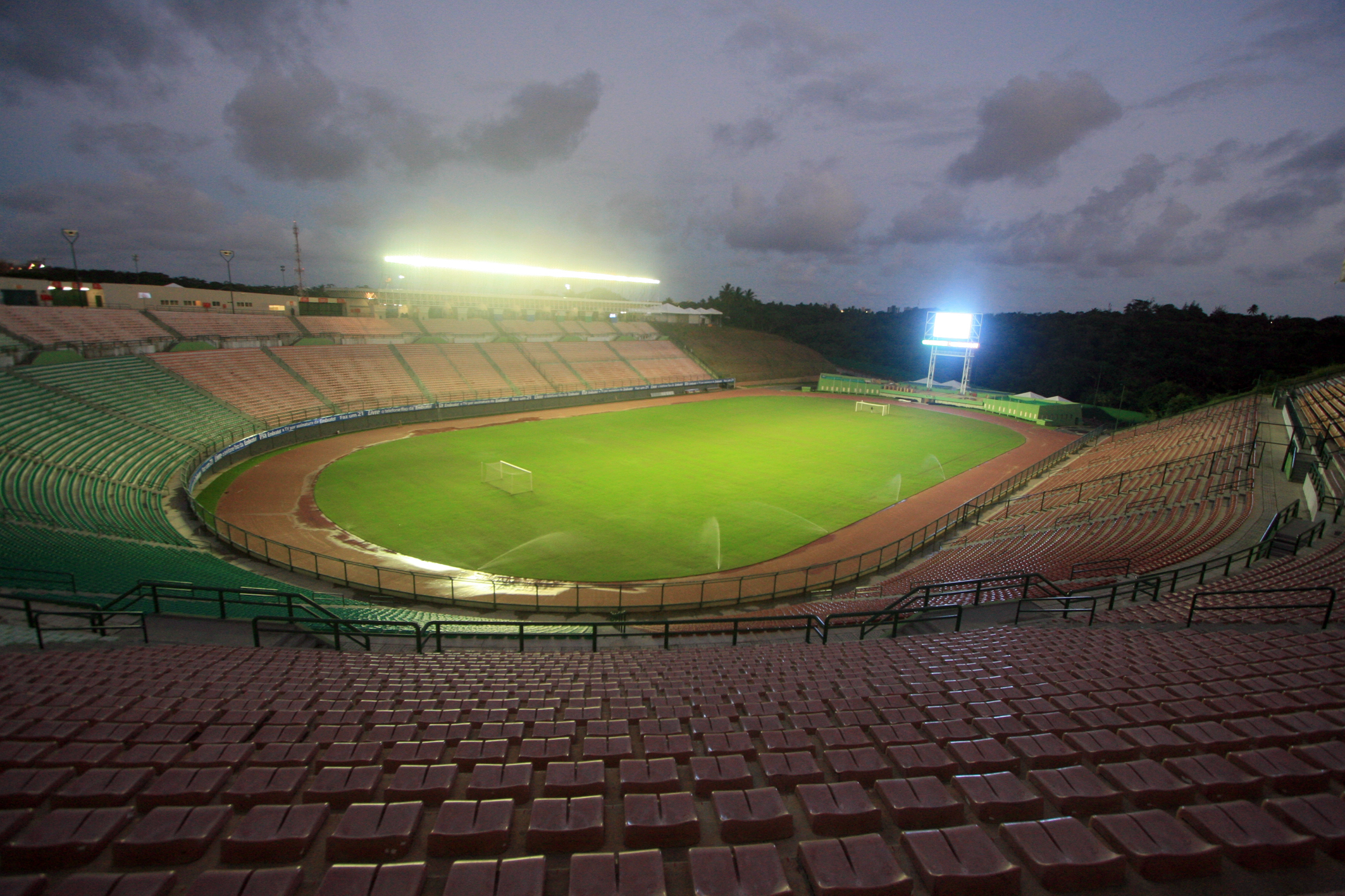
Pituaçu
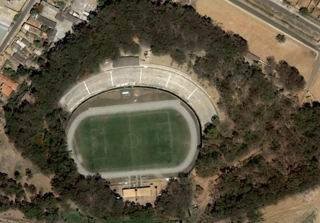
Lomantão
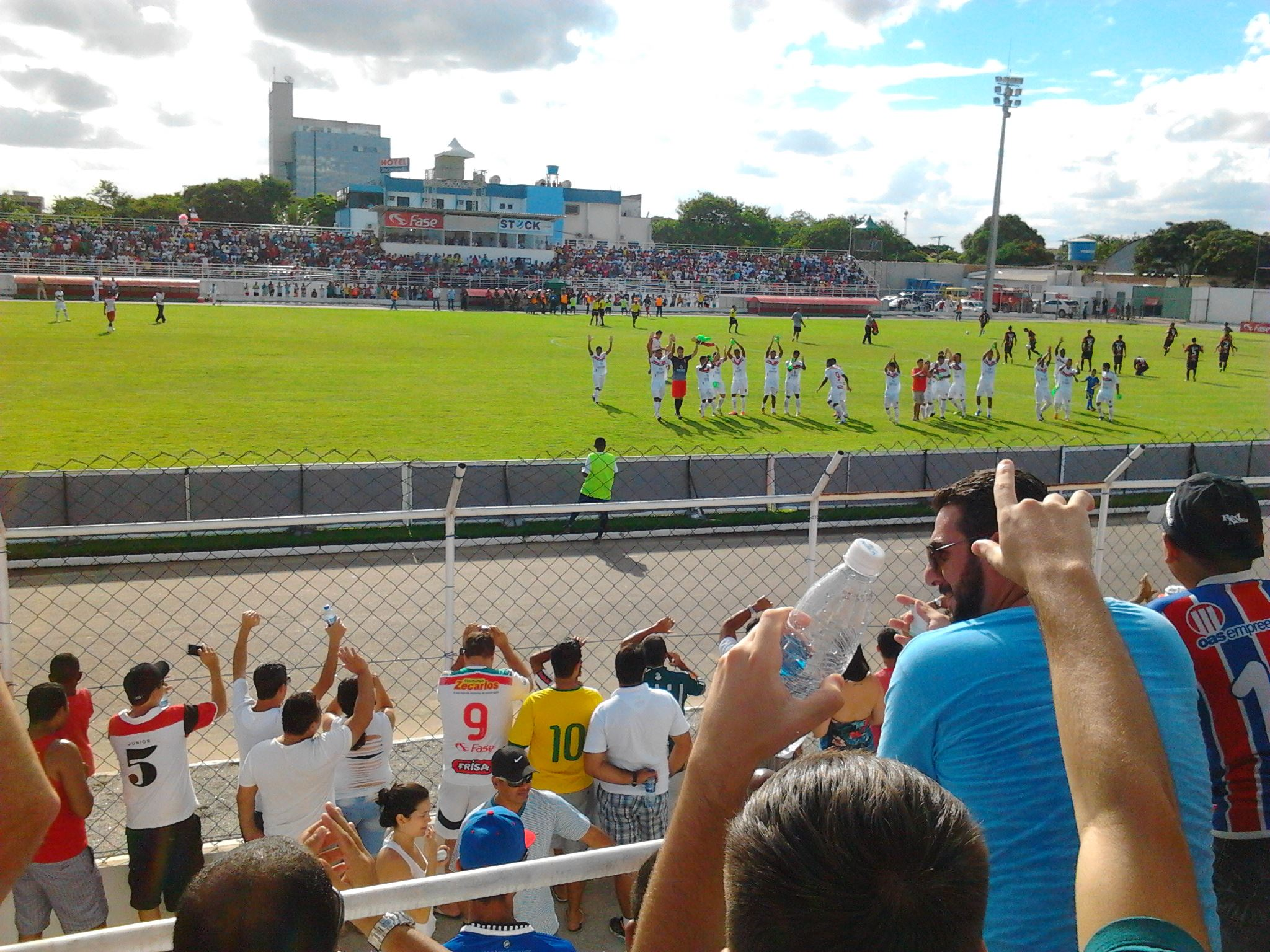
Tomatão

## Transmissão
Pelo quarto ano consecutivo, a TV Bahia (afiliada da Rede Globo) e suas afiliadas detém todos os direitos de transmissão para a temporada de 2014 pela TV aberta e em pay-per-view, através do canal Premiere FC.

## Primeira fase

### Jogos
Para ler a tabela, a linha horizontal representa os jogos da equipe como mandante. A coluna vertical indica os jogos da equipe como visitante.
| Jogos "clássicos" estão em negrito. | Vitória do mandante. | Vitória do visitante. | Empate. |

|                | BFE | BOT | CAT | FEI | GAL | JCP | JUA | JZE | SER |
| -------------- | --- | --- | --- | --- | --- | --- | --- | --- | --- |
| Bahia de Feira | —   | 1–0 |     |     | 0–2 | 0–0 |     | 1–2 |     |
| Botafogo-BA    |     | —   | 2–2 | 0–4 |     |     |     | 2–3 | 3–1 |
| Catuense       | 1–1 |     | —   | 4–0 |     | 0–0 | 4–2 |     |     |
| Feirense       | 1–1 |     |     | —   | 1–4 | 1–3 |     | 3–3 |     |
| Galícia        |     | 4–0 | 1–2 |     | —   | 0–0 |     |     | 1–2 |
| Jacuipense     |     | 4–1 |     |     |     | —   | 3–1 | 2–2 | 1–0 |
| Juazeiro       | 1–1 | 1–1 |     | 1–0 | 0–1 |     | —   |     |     |
| Juazeirense    |     |     | 2–1 |     | 0–0 |     | 3–1 | —   | 0–3 |
| Serrano-BA     | 2–2 |     | 2–1 | 2–1 |     |     | 2–0 |     | —   |

## Segunda fase
A segunda fase conta com a participação de Bahia, Vitória e Vitória da Conquista que disputam o Nordestão 2014 e mais os 5 primeiros colocados da primeira fase.

### Grupo 2
| Pos | Equipes              | Pts | J | V | E | D | GP | GS | SG | %     | Classificação                     |
| --- | -------------------- | --- | - | - | - | - | -- | -- | -- | ----- | --------------------------------- |
| 1   | Vitória              | 19  | 8 | 6 | 1 | 1 | 18 | 8  | 10 | 79.1% | Zona de classificação à semifinal |
| 2   | Vitória da Conquista | 12  | 8 | 3 | 3 | 2 | 18 | 11 | 7  | 50%   | Zona de classificação à semifinal |
| 3   | Galícia              | 12  | 8 | 3 | 3 | 2 | 11 | 8  | 3  | 50%   |                                   |
| 4   | Jacuipense           | 8   | 8 | 2 | 2 | 4 | 13 | 12 | 1  | 33.3% |                                   |

### Grupo 3
| Pos | Equipes     | Pts | J | V | E | D | GP | GS | SG  | %     | Classificação                     |
| --- | ----------- | --- | - | - | - | - | -- | -- | --- | ----- | --------------------------------- |
| 1   | Bahia       | 17  | 8 | 5 | 2 | 1 | 13 | 8  | 5   | 70.8% | Zona de classificação à semifinal |
| 2   | Serrano-BA  | 7   | 8 | 2 | 1 | 5 | 7  | 20 | -13 | 29.1% | Zona de classificação à semifinal |
| 3   | Juazeirense | 6   | 8 | 1 | 3 | 4 | 12 | 15 | -3  | 25%   |                                   |
| 4   | Catuense    | 6   | 8 | 1 | 3 | 4 | 8  | 18 | -10 | 25%   |                                   |

### Jogos
|                      | BAH | CAT | GAL | JCP | JSE | SER | VIT | VCO |
| -------------------- | --- | --- | --- | --- | --- | --- | --- | --- |
| Bahia                | —   |     | 1–2 | 2–1 |     |     | 2-0 | 1–1 |
| Catuense             |     | —   | 0–0 | 3-3 |     |     | 1–3 | 0–5 |
| Galícia              | 1–2 | 3–0 | —   |     | 1–0 | 1–1 |     |     |
| Jacuipense           | 0–1 | 1–3 |     | —   | 1–1 | 5–0 |     |     |
| Juazeirense          |     |     | 2-2 | 1–0 | —   |     | 1–2 | 1-2 |
| Serrano-BA           |     |     | 2-1 | 2–3 |     | —   | 1–4 | 1-0 |
| Vitória              | 1–1 | 2–0 |     |     | 3–2 | 3–0 | —   |     |
| Vitória da Conquista | 2–3 | 1-1 |     |     | 4-4 | 3–0 |     | —   |

### Classificação
| Pos | Equipes              | Pts | J | V | E | D | GP | GS | SG  | %     | Grupo | Classificação                     |
| --- | -------------------- | --- | - | - | - | - | -- | -- | --- | ----- | ----- | --------------------------------- |
| 1   | Vitória              | 19  | 8 | 6 | 1 | 1 | 18 | 8  | 10  | 79.1% | 2     | Zona de classificação à semifinal |
| 2   | Bahia                | 17  | 8 | 5 | 2 | 1 | 13 | 8  | 5   | 70.8% | 3     | Zona de classificação à semifinal |
| 3   | Vitória da Conquista | 12  | 8 | 3 | 3 | 2 | 18 | 11 | 7   | 50%   | 2     | Zona de classificação à semifinal |
| 4   | Galícia              | 12  | 8 | 3 | 3 | 2 | 11 | 8  | 3   | 50%   | 2     |                                   |
| 5   | Jacuipense           | 8   | 8 | 2 | 2 | 4 | 13 | 12 | 1   | 33.3% | 2     |                                   |
| 6   | Serrano-BA           | 7   | 8 | 2 | 1 | 5 | 7  | 20 | -13 | 29.1% | 3     | Zona de classificação à semifinal |
| 7   | Juazeirense          | 6   | 8 | 1 | 3 | 4 | 12 | 15 | -3  | 25%   | 3     |                                   |
| 8   | Catuense             | 6   | 8 | 1 | 3 | 4 | 8  | 18 | -10 | 25%   | 3     |                                   |

## Fases finais
Após as eliminações de clubes na primeira e segunda fases, restam quatro clubes. Nas duas fases finais, os quatro disputam as partidas da fase semifinal e da fase final.
Em itálico, os times que possuem o mando de campo no primeiro jogo do confronto.
|  | Semifinais           | Semifinais | Semifinais | Semifinais |   |         | Final | Final | Final | Final |
|  |                      |            |            |            |   |         |       |       |       |       |
|  | Vitória da Conquista | 1          | 0          | 1          |   |         |       |       |       |       |
|  | Vitória              | 2          | 6          | 8          |   |         |       |       |       |       |
|  | Vitória              | 2          | 6          | 8          |   | Vitória | 0     | 2     | 2     |       |
|  |                      |            |            |            |   | Vitória | 0     | 2     | 2     |       |
|  |                      | Bahia      | 2          | 2          | 4 |         |       |       |       |       |
|  | Serrano-BA           | Bahia      | 2          | 2          | 4 | 1       | 0     | 1     |       |       |
|  | Serrano-BA           |            |            |            |   | 1       | 0     | 1     |       |       |
|  | Bahia                | 1          | 1          | 2          |   |         |       |       |       |       |

|  | Disputa pelo 3° lugar |   |   |   |
|  |                       |   |   |   |
|  | Vitória da Conquista  | 1 | 3 | 4 |
|  | Serrano-BA            | 2 | 2 | 4 |

| Campeão Baiano de 2014 |
| ---------------------- |
| Bahia 45° título       |

| Vice-campeão: | Terceiro colocado:   | Campeão do 1º turno: | Artilheiro:                 | Melhor goleiro:       |
| ------------- | -------------------- | -------------------- | --------------------------- | --------------------- |
| Vitória       | Vitória da Conquista | Serrano-BA           | Tiago Alagoano (Jacuipense) | Marcelo Lomba (Bahia) |

## Classificação final
| Pos | Equipes              | Pts | J  | V | E | D | GP | GS | SG  | %     | Classificação e Rebaixamento                                   |
| --- | -------------------- | --- | -- | - | - | - | -- | -- | --- | ----- | -------------------------------------------------------------- |
| 1   | Bahia                | 25  | 12 | 7 | 4 | 1 | 19 | 11 | 8   | 69.4% | Classificados à Copa do Nordeste de 2015 e Copa do Brasil 2015 |
| 2   | Vitória              | 26  | 12 | 8 | 2 | 2 | 28 | 13 | 15  | 72.2% | Classificados à Copa do Nordeste de 2015 e Copa do Brasil 2015 |
| 3   | Vitória da Conquista | 15  | 12 | 4 | 3 | 5 | 23 | 23 | 0   | 41.7% |                                                                |
| 4   | Serrano-BA           | 27  | 20 | 8 | 3 | 9 | 26 | 35 | -8  | 45%   | Classificado à Copa do Nordeste de 2015                        |
| 5   | Galícia              | 26  | 16 | 7 | 5 | 4 | 23 | 13 | 10  | 54.2% |                                                                |
| 6   | Jacuipense           | 24  | 16 | 6 | 6 | 4 | 26 | 17 | 9   | 33.3% | Classificado à Série D 2015 e Copa do Brasil 2015              |
| 7   | Juazeirense          | 21  | 16 | 5 | 6 | 5 | 27 | 28 | -1  | 43.7% |                                                                |
| 8   | Catuense             | 18  | 16 | 4 | 6 | 6 | 23 | 28 | -5  | 37.5% |                                                                |
| 9   | Bahia de Feira       | 8   | 8  | 1 | 5 | 2 | 7  | 9  | -2  | 33.3% |                                                                |
| 10  | Feirense             | 5   | 8  | 1 | 2 | 5 | 1  | 18 | -7  | 20.8% |                                                                |
| 11  | Juazeiro             | 5   | 8  | 1 | 2 | 5 | 7  | 15 | -8  | 20.8% | Rebaixados à Série B 2015                                      |
| 12  | Botafogo-BA          | 5   | 8  | 1 | 2 | 5 | 9  | 20 | -13 | 20.8% | Rebaixados à Série B 2015                                      |

## Estatísticas

### Seleção do Campeonato
| Posição          | Jogador           | Clube                |
| Goleiro          | Marcelo Lomba     | Bahia                |
| Lateral-direito  | Ayrton            | Vitória              |
| Zagueiro         | Titi              | Bahia                |
| Zagueiro         | Demerson          | Bahia                |
| Lateral-esquerdo | Jadilson          | Serrano-BA           |
| Volante          | José Welison      | Vitória              |
| Volante          | Uelliton          | Bahia                |
| Meia             | Rafael da Granja  | Vitória da Conquista |
| Meia             | Anderson Talisca  | Bahia                |
| Atacante         | Rhayner           | Bahia                |
| Atacante         | Tiago Alagoano    | Jacuipense           |
| Técnico          | Marquinhos Santos | Bahia                |
| ---------------- | ----------------- | -------------------- |

- Revelação: José Welison (Vitória)
- Craque do Campeonato: Anderson Talisca (Bahia)
- Gol mais bonito: Jadilson (Serrano-BA)
- Equipe Fair Play: Vitória da Conquista
- Melhor Árbitro: Lúcio José Silva de Araújo
- Melhores Assistentes: Marcos Welb Rocha de Amorim e Djalma Silva Ferreira Júnior
- Árbitro Revelação: John Herbert Alves Bispo
- Melhor Preparador Físico: Fábio Rosenau (Bahia)
- Torcidas destaques: Bamor (Bahia), Os Imbatíveis (Vitória) e Criptonita (Vitória da Conquista)

### Artilharia
Atualizado até 13 de abril.
| Gols | Jogador          | Time                        |
| ---- | ---------------- | --------------------------- |
| 12   | Tiago Alagoano   | Jacuipense                  |
| 9    | Robert           | Catuense                    |
| 7    | Rafael da Granja | Vitória da Conquista        |
| 6    | Kleuber          | Catuense                    |
| 6    | Davidson         | Galícia                     |
| 6    | Damatta          | Jacuipense                  |
| 5    | Deon             | Juazeirense                 |
| 5    | Alemão           | Serrano-BA                  |
| 5    | Ayrton           | Vitória                     |
| 5    | Juan             | Vitória                     |
| 4    | Anderson Talisca | Bahia                       |
| 4    | Fahel            | Bahia                       |
| 4    | Edson Di         | Bahia de Feira              |
| 4    | Peixoto          | Feirense                    |
| 4    | Ancelmo          | Galícia                     |
| 4    | Sylvestre        | Juazeirense                 |
| 4    | Thiago           | Juazeirense                 |
| 4    | Jean Carlos      | Juazeiro                    |
| 4    | Narciso          | Serrano-BA                  |
| 4    | Tatu             | Vitória da Conquista        |
| 3    | Joãozinho        | Botafogo-BA                 |
| 3    | Jaiminho         | Feirense                    |
| 3    | Brendon          | Galícia                     |
| 3    | Pedro Henrique   | Galícia                     |
| 3    | Willian Carioca  | Juazeirense                 |
| 3    | Amaral           | Serrano-BA                  |
| 3    | Fábio Gama       | Serrano-BA                  |
| 3    | Dinei            | Vitória                     |
| 3    | William Henrique | Vitória                     |
| 3    | Wander Capixaba  | Vitória da Conquista        |
| 2    | 19 jogadores     | 19 jogadores                |
| 1    | 51 jogadores     | 51 jogadores                |
| GC   | Ramon            | Bahia de Feira para Galícia |
| GC   | Márcio Jejê      | Botafogo-BA para Feirense   |
| GC   | Murilo Tuchê     | Botafogo-BA para Jacuipense |
| GC   | Mica             | Catuense para Botafogo-BA   |
| GC   | Wagner           | Feirense para Juazeirense   |
| GC   | Waguinho         | Juazeirense para Catuense   |

### Maiores públicos
Esses são os dez maiores públicos do Campeonato:
| Nº | Público | Mandante | Placar | Visitante            | Estádio          | Data            | Rodada      |
| -- | ------- | -------- | ------ | -------------------- | ---------------- | --------------- | ----------- |
| 1  | 32 049  | Bahia    | 2–0    | Vitória              | Arena Fonte Nova | 6 de abril      | Final       |
| 2  | 25 678  | Bahia    | 2–0    | Vitória              | Arena Fonte Nova | 23 de março     | 8ª(2ª fase) |
| 3  | 22 364  | Vitória  | 2–2    | Bahia                | Pituaçu          | 13 de abril     | Final       |
| 4  | 17 208  | Vitória  | 1–1    | Bahia                | Pituaçu          | 23 de fevereiro | 4ª(2ª fase) |
| 5  | 8 082   | Bahia    | 1–0    | Serrano-BA           | Arena Fonte Nova | 29 de março     | Semifinal   |
| 6  | 7 378   | Vitória  | 6–0    | Vitória da Conquista | Pituaçu          | 30 de março     | Semifinal   |
| 7  | 6 947   | Bahia    | 2–1    | Jacuipense           | Arena Fonte Nova | 9 de março      | 6ª(2ª fase) |
| 8  | 6 773   | Bahia    | 1–1    | Vitória da Conquista | Arena Fonte Nova | 19 de fevereiro | 3ª(2ª fase) |
| 9  | 5 642   | Bahia    | 1–2    | Galícia              | Arena Fonte Nova | 9 de fevereiro  | 1ª(2ª fase) |
| 10 | 5 638   | Vitória  | 2–0    | Catuense             | Pituaçu          | 13 de fevereiro | 2ª(2ª fase) |

### Menores públicos
Esses são os dez menores públicos do Campeonato:
| Nº | Público | Mandante             | Placar | Visitante   | Estádio          | Data            | Rodada         |
| -- | ------- | -------------------- | ------ | ----------- | ---------------- | --------------- | -------------- |
| 1  | 46      | Jacuipense           | 1–1    | Juazeirense | Pituaçu          | 26 de fevereiro | 5ª(2ª fase)    |
| 2  | 76      | Galícia              | 3–0    | Catuense    | Pituaçu          | 16 de março     | 7ª(2ª fase)    |
| 3  | 76      | Jacuipense           | 5–0    | Serrano-BA  | Pituaçu          | 16 de março     | 7ª(2ª fase)    |
| 4  | 174     | Juazeiro             | 1–0    | Feirense    | Adauto Moraes    | 26 de janeiro   | 6ª(1ª fase)    |
| 5  | 182     | Botafogo-BA          | 0–4    | Feirense    | Mariano Santana  | 2 de fevereiro  | 8ª(1ª fase)    |
| 6  | 189     | Vitória da Conquista | 3–2    | Serrano-BA  | Lomanto Júnior   | 6 de abril      | Terceiro lugar |
| 7  | 204     | Jacuipense           | 1–3    | Catuense    | Pituaçu          | 22 de fevereiro | 4ª(2ª fase)    |
| 8  | 204     | Galícia              | 1–0    | Juazeirense | Pituaçu          | 22 de fevereiro | 4ª(2ª fase)    |
| 9  | 215     | Jacuipense           | 3–1    | Juazeiro    | Pituaçu          | 2 de fevereiro  | 8ª(1ª fase)    |
| 10 | 237     | Bahia de Feira       | 0–2    | Galícia     | Joia da Princesa | 2 de fevereiro  | 8ª(1ª fase)    |

### Médias de público
Essas são as médias de público dos clubes no Campeonato. Considera-se apenas os jogos da equipe como mandante e o público pagante:
| 1. Bahia – 14.195 2. Vitória – 10.065 3. Vitória da Conquista - 2.056 4. Catuense – 1.327 5. Serrano-BA – 1.050 6. Juazeirense – 774 | 1. Botafogo-BA – 551 2. Galícia – 515 3. Bahia de Feira – 486 4. Jacuipense – 382 5. Juazeiro - 359 6. Feirense – 336 |

### Médias de público por estádio
Essas são as médias de público dos estádios no Campeonato. Considera-se apenas o público pagante:
| 1. Arena Fonte Nova – 14.195 2. Pituaçu – 3.068 3. Lomanto Júnior – 2.056 4. Carneirão – 1.327 | 1. Robertão – 1.050 2. Adauto Moraes – 635 3. Mariano Santana – 551 4. Joia da Princesa – 401 |

### Desempenhos dos clubes

#### Desempenho por rodada da primeira fase
Tabelas mostrando o desempenho dos clubes.
|                | 1ªR | 2ªR | 3ªR | 4ªR | 5ªR | 6ªR | 7ªR | 8ªR | 9ªR |
| -------------- | --- | --- | --- | --- | --- | --- | --- | --- | --- |
| Bahia de Feira | 2º  | 3º  | 4º  | 4º  | 6°  | 6°  | 6°  | 6°  | 6°  |
| Botafogo-BA    | 7°  | 7°  | 6°  | 8º  | 7°  | 7°  | 7°  | 7°  | 9º  |
| Catuense       | 1º  | 1º  | 1º  | 1º  | 1º  | 1º  | 2º  | 5º  | 5º  |
| Feirense       | 6°  | 9º  | 9º  | 9º  | 9º  | 9º  | 9º  | 8°  | 7°  |
| Galícia        | 4º  | 6º  | 8º  | 6°  | 5º  | 5º  | 4º  | 4º  | 4°  |
| Jacuipense     | 3º  | 2º  | 3º  | 2º  | 2º  | 2°  | 3º  | 1º  | 2°  |
| Juazeiro       | 9º  | 8º  | 7°  | 7°  | 8º  | 8º  | 8º  | 9º  | 8º  |
| Juazeirense    | 5º  | 4º  | 2º  | 3º  | 4°  | 3°  | 1º  | 2º  | 3°  |
| Serrano-BA     | 8º  | 5º  | 5º  | 4º  | 3º  | 4°  | 5º  | 4º  | 1º  |

|  |                                                 |
|  | Líder e na zona de classificação à segunda fase |
|  | Zona de classificação à segunda fase            |
|  | Zona de rebaixamento à Segunda divisão de 2015  |

#### Desempenho da primeira fase por zona
Atualizado até a 9° rodada
Rodadas na Liderança
1. Catuense – 6
2. Juazeirense, Jacuipense, Serrano-BA – 1

| Rodadas | Rodadas | Rodadas | Rodadas | Rodadas | Rodadas | Rodadas | Rodadas | Rodadas |
| ------- | ------- | ------- | ------- | ------- | ------- | ------- | ------- | ------- |
| 1       | 2       | 3       | 4       | 5       | 6       | 7       | 8       | 9       |
| CAT     | CAT     | CAT     | CAT     | CAT     | CAT     | JSE     | JAC     | SER     |

Rodadas no Zona de Classificação
1. Jacuipense, Catuense, Juazeirense – 9
2. Serrano-BA – 8
3. Galícia – 6
4. Bahia de Feira – 4

Rodadas na Zona de Rebaixamento
1. Feirense, Juazeiro – 7
2. Botafogo-BA - 2
3. Serrano-BA, Galícia - 1

Rodadas na Lanterna
1. Feirense - 6
2. Juazeiro – 2
3. Botafogo-BA - 1

| Rodadas | Rodadas | Rodadas | Rodadas | Rodadas | Rodadas | Rodadas | Rodadas | Rodadas |
| ------- | ------- | ------- | ------- | ------- | ------- | ------- | ------- | ------- |
| 1       | 2       | 3       | 4       | 5       | 6       | 7       | 8       | 9       |
| JUA     | FEI     | FEI     | FEI     | FEI     | FEI     | FEI     | JUA     | BOT     |

#### Desempenho por rodada da segunda fase
|                      | 1ªR | 2ªR | 3ªR | 4ªR | 5ªR | 6ªR | 7ªR | 8ªR |
| -------------------- | --- | --- | --- | --- | --- | --- | --- | --- |
| Grupo 2              |     |     |     |     |     |     |     |     |
| Jacuipense           | 4°  | 4°  | 4°  | 4°  | 4°  | 4°  | 4°  | 4°  |
| Galícia              | 3°  | 3°  | 3°  | 3°  | 3°  | 3°  | 3°  | 3°  |
| Vitória              | 2º  | 1º  | 1º  | 1º  | 1º  | 1º  | 1º  | 1º  |
| Vitória da Conquista | 1º  | 2º  | 2º  | 2º  | 2º  | 2º  | 2º  | 2º  |
| Grupo 3              |     |     |     |     |     |     |     |     |
| Bahia                | 2º  | 2°  | 2°  | 1º  | 1º  | 1º  | 1º  | 1º  |
| Catuense             | 4°  | 4°  | 4°  | 3°  | 3°  | 3°  | 3°  | 4°  |
| Juazeirense          | 1º  | 1º  | 1º  | 2°  | 2°  | 2°  | 2°  | 3°  |
| Serrano-BA           | 3°  | 3°  | 3°  | 4°  | 4°  | 4°  | 4°  | 2°  |

|  |                                               |
|  | Líder e na zona de classificação à fase final |
|  | Zona de classificação fase final              |

#### Desempenho da segunda fase por zona
Atualizado até a 8° rodada
Rodadas na Liderança
1. Vitória (grupo 2) - 7
2. Bahia (grupo 3) - 5
3. Juazeirense (grupo 3) - 3
4. Vitória da Conquista (grupo 2) - 1

|         | 1   | 2   | 3   | 4   | 5   | 6   | 7   | 8   |
| Grupo 2 | VCO | VIT | VIT | VIT | VIT | VIT | VIT | VIT |
| Grupo 3 | JSE | JSE | JSE | BAH | BAH | BAH | BAH | BAH |

Rodadas no Zona de Classificação
1. Vitória da Conquista (grupo 2), Vitória (grupo 2), Bahia (grupo 3) - 8
2. Juazeirense (grupo 3) - 7
3. Serrano-BA (grupo 3) - 1

Rodadas na Lanterna
1. Jacuipense (grupo 2) - 8
2. Serrano-BA (grupo 3), Catuense (grupo 3) - 4

|         | 1   | 2   | 3   | 4   | 5   | 6   | 7   | 8   |
| Grupo 2 | JAC | JAC | JAC | JAC | JAC | JAC | JAC | JAC |
| Grupo 3 | CAT | CAT | CAT | SER | SER | SER | SER | CAT |